# Henry Rollins

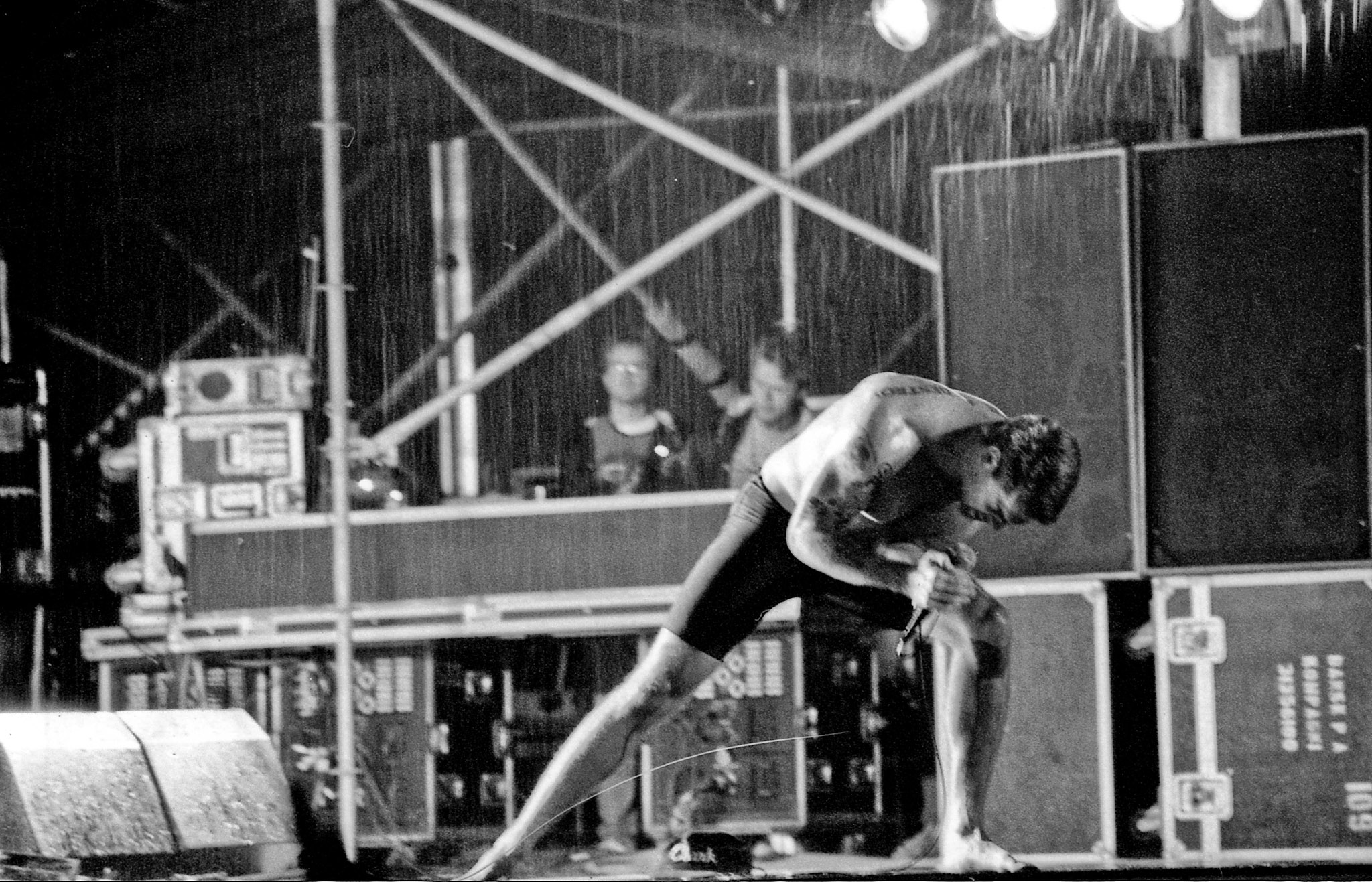
Henry Rollins med Rollins Band vid Hultsfredsfestivalen 1993.

Henry Rollins, född Henry Lawrence Garfield den 13 februari 1961  i Washington, D.C., är en amerikansk grammybelönad alternativ rock-sångare och låtskrivare, spoken word-artist, författare, radio- och TV-personlighet, komiker och skådespelare.
Henry Rollins är mest känd som sångare i det amerikanska hardcorepunkbandet Black Flag mellan 1981 och 1986, och sedan Rollins Band 1987–2002.

## Filmografi (urval)
- 1994 – The Chase
- 1995 – Johnny Mnemonic
- 1995 – Heat
- 1996 – Walker, Texas Ranger (TV-serie)
- 1997 – Lost Highway
- 1998 – Jack Frost
- 1999 – Desperate But Not Serious
- 2001 – Morgan's Ferry
- 2001 – Scenes of the Crime
- 2002 – The New Guy
- 2002 – Jackass: The Movie
- 2003 – Bad Boys II
- 2005 – Feast
- 2006 – The Alibi
- 2006 – American Hardcore
- 2006–2007 – The Henry Rollins Show (programvärd)
- 2007 – Wrong Turn 2: Dead End
- 2009 – Sons of Anarchy (TV-serie) (10 avsnitt)
- 2009 – The Devil's Tomb
- 2009 – Suck
- 2015 – He Never Died
- 2016 – The Last Heist

## Diskografi (urval)
Studioalbum som Henry Rollins
- 1987 – Hot Animal Machine

Studioalbum med Rollins Band
- 1987 – Life Time
- 1989 – Hard Volume
- 1992 – The End of Silence
- 1994 – Weight
- 1997 – Come In and Burn
- 2000 – Get Some Go Again
- 2001 – Nice